# Alex Huth
Alex Huth (* 31. August 1974 in Leipzig) ist ein deutscher Fernsehmoderator, Autor und Sprecher.

## Ausbildung
Nach dem Abitur studiert Huth Journalistik und Amerikanistik an der Universität Leipzig. Er hat eine Gesangsausbildung absolviert.

## Privates
Alex Huth ist seit 2011 verheiratet.

## Karriere
Er arbeitet(e) als freiberuflicher Sprecher, Moderator und Autor unter anderem bei
- MDR Sputnik (Fett geweckt, Die Sputnik-Nacht mit Hahn und Huth)
- Energy Sachsen
- KiKA (Team KI.KA, Tanzalarm, Schloss Einstein)
- Sat.1 (Frühstücksfernsehen)
- MDR Fernsehen (MDR vor Ort, Unterwegs in Sachsen)
- VOX (Zwischen Tüll und Tränen)
- Arte
- ProSieben